# Javorjev Dol
Javorjev Dol je naselje u slovenskoj Općini Gorenjoj vasi - Poljane. Javorjev Dol se nalazi u pokrajini Gorenjskoj i statističkoj regiji Gorenjskoj. 

## Stanovništvo
Prema popisu stanovništva iz 2002. godine naselje je imalo 11 stanovnika.